# Louise Julie de Mailly-Nesle

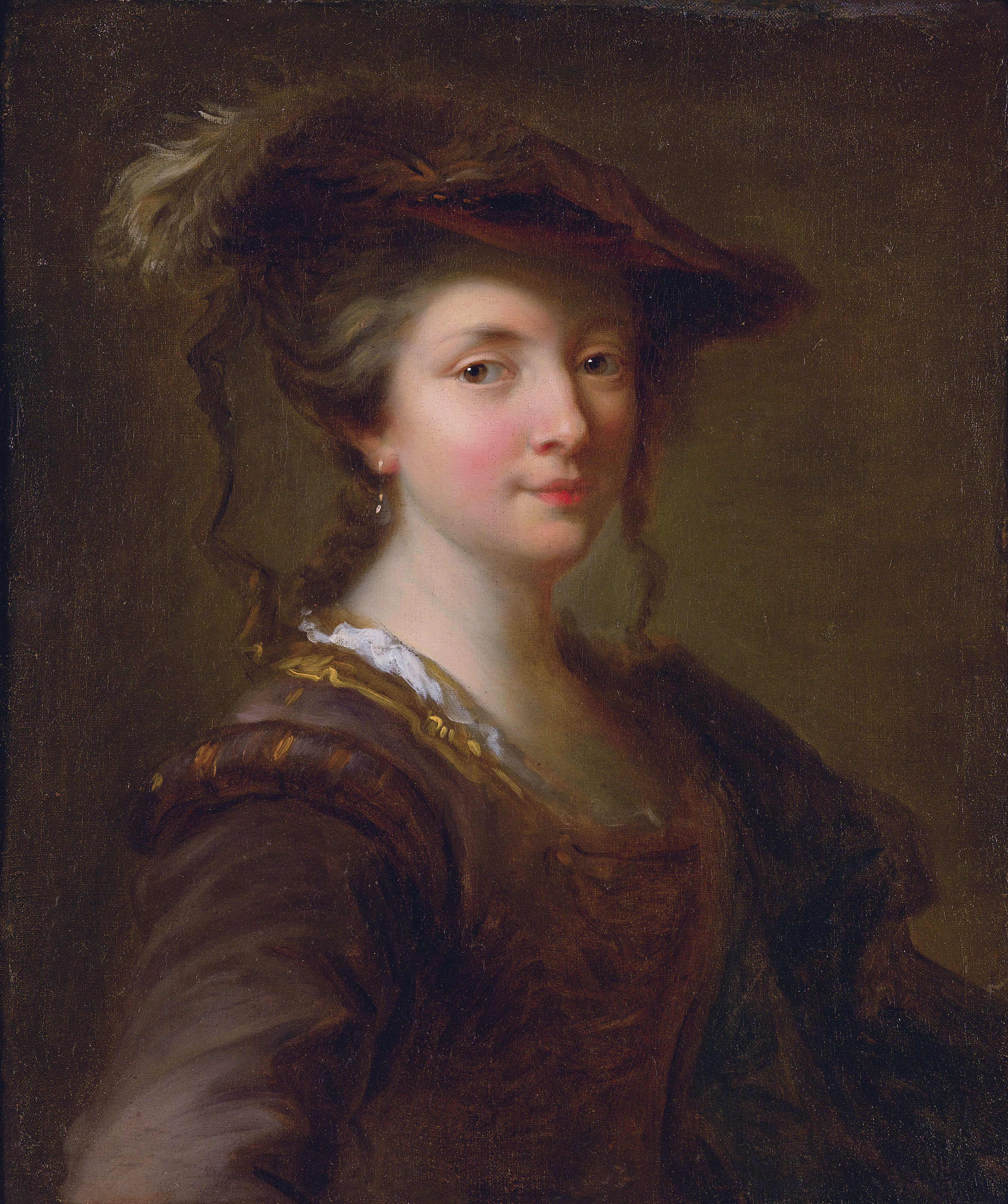
Louise Julie de Mailly av Alexis Grimou.

Louise Julie de Nesle, grevinna de Mailly, född 1710, död 8 mars 1751 i Paris, var en fransk hovdam, mätress till kung Ludvig XV av Frankrike 1732–1742 (officiellt från 1738). Hon var en av de fem systrarna de Nesle som alla utom en var älskarinnor till Ludvig XV. Hon var Ludvig XV:s första officiella älskarinna.

## Bakgrund
Louise Julie var dotter till Louis de Mailly, markis av Nesle och Mailly och prins d'Orange (1689–1767), och Armande Félice de La Porte Mazarin (1691–1729); hennes mor var sondotter till Hortense Mancini. Hon gifte sig 1726 med sin kusin Louis-Alexandre de Mailly-Nesle, greve de Mailly (1699–1748): paret hade inga barn. Mailly var hovdam, dame du palais, åt drottning Marie Leszczyńska.

## Mätress
Louise Julie de Mailly inledde ett förhållande med Ludvig XV år 1732, men förhållandet offentliggjordes inte förrän efter födseln av monarkens sista barn inom äktenskapet 1737, och hon blev kungens första officiella maîtresse-en-titre 1738. Hon presenterades för kungen av hans släkting Louise-Anne de Bourbon, som hade hört att han letade efter en älskarinna och bedömde att Louise Julie skulle vara lämplig och inte ägna sig åt politisk aktivism. Maken godkände att hon lanserades som mätress. Hon instruerades i etikett, kläddes upp i det senaste modet för att verka förförisk, och visades in i kungens sovrum i hemlighet av förste kammartjänaren François Gabriel Bachelie.
Louise Julie använde inte sin ställning vare sig till att samla rikedomar eller till att verka politiskt. Hon umgicks med kungen i hans icke officiella rum, de så kallade Petit Apartements, där han levde privatliv med en krets nära vänner. Hon beskrivs inte som vacker, men som ödmjuk och lydig, och kallades vid hovet för "Lilla Mailly". Förhållandet godkändes av Frankrikes verklige härskare kardinal Fleury just för att hon inte utgjorde ett politiskt hot. Hon ska ha behandlat drottningen med respekt.
1738 bjöd hon sin syster, Pauline Félicité de Mailly, till hovet på dennas begäran. Pauline Félicité ersatte henne 1739 som Ludvig XV:s älskarinna, men Louise Julie fick stanna kvar som officiell mätress. Pauline Félicité avled efter att ha fött kungens son, Charles de Vintimille, 9 september 1741. Hennes kropp ställdes då på lit-de-parade i staden Versailles, där den vanställdes av en mobb. Detta ledde till en viss försoning mellan Louise Julie de Mailly och kungen. Hon ska efter detta ha blivit allt mer religiös, och börjat tvätta fötterna på de fattiga som ett tecken på botgöring.
På en maskerad år 1742 presenterades Ludvig XV för Louise Julie de Maillys syster Marie Anne de Mailly av hertig Armand de Richelieu, som ville förhindra att Louise Julie de Mailly och Ludvig XV återupptog sitt förhållande på riktigt. Marie Anne de Mailly gick inte med på att bli Ludvig XV:s inofficiella älskarinna utan krävde att få bli officiell mätress, och att Louise Julie de Mailly förlorade den positionen och förvisades från hovet. Ludvig XV gick med på hennes krav, och Louise Julie förlorade därmed sin ställning som mätress och även sin position som hovdam och tvingades lämna hovet 3 november 1742. Hon fick dock en pension av Ludvig XV, som också betalade hennes skulder.

## Senare liv
Louise Julie de Mailly-Nesle ägnade sig under inflytande av oratorianern Renaud resten av sitt liv åt välgörenhetsarbete i Paris, till vilket hon använde större delen av sitt apanage. Då någon en gång i kyrkan kallade henne för hora, svarade hon att hon skulle be för honom. Hon uppfostrade sin systerson, Charles de Vintimille, som blev hennes arvinge.